# Raión de Meghri
El raión de Meghri es uno de los cuatro raiones que forman la provincia armenia de Syunik. Se encuentra al sur de la provincia, con una población a fecha de 12 de octubre de 2011 de 11 377 habitantes.
Está formado por las siguientes localidades:
- Agarak 4429
- Alvank 352
- Aygedzor 9
- Gudemnis 21
- Karchevan 301
- Kuris 44
- Lehvaz 571
- Lichk 161
- Meghri 4580
- Nrnadzor 148
- Shvanidzor 312
- Tashtun 104
- Tkhkut 69
- Vahravar 48
- Vardanidzor 228[1]